# Хризостом (Марласес)
Епи́скоп Хризосто́м (Марласес) (греч. Επίσκοπος Χρυσόστομος; род. 1952, Левадия) — архиерей старостильной ИПЦ Греции (Синод Хризостома) на покое (с 2014); епископ Христиануполиский (1986—2014), викарий Оропосской и Филийской митрополии в юрисдикции «Синода противостоящих».
Тезоименитство — 13 (26) ноября (память Иоанна Златоустого).

## Биография
Родился в 1952 году в городе Левадии, в столице нома Беотия, в Греции.
В 1972 году поступил в братство монастыря святых Киприана и Иустины в Фили, в Аттике, где получил богословскую подготовку, которую завершил в Центре православных традиционалистских исследований в Этне, в США.
29 сентября (12) октября 1986 года был рукоположен в сан епископа Христиануполиского, викария Оропосской и Филийской митрополии в юрисдикции «Синода противостоящих».
18 марта 2014 года вместе со всеми членами Синода противостоящих вошёл в состав ИПЦ Греции (Синод Хризостома) и почислен на покой. Проживает в монастыре святых Киприана и Иустины в Фили.
Является специалистом в области византийского пения.